# Tralee
Tralee (irl. Trá Lí) – miasto w Irlandii, stolica hrabstwa Kerry. W 2022 liczba mieszkańców wynosiła 26 079 osób.
W mieście corocznie od 1959 odbywa się festiwal Rose of Tralee, będący wyborami najpiękniejszej Irlandki z całego świata. Festiwalowi towarzyszy wiele imprez.
Atrakcje: 
- Muzeum Hrabstwa Kerry,
- teatr Siamsa Tire,
- wiatrak w Blennerville,
- Aquadome – park wodny,
- ok. 60 pubów, restauracji, barów.